# Plinia dermatodes
Plinia dermatodes är en myrtenväxtart som beskrevs av Ignatz Urban. Plinia dermatodes ingår i släktet Plinia och familjen myrtenväxter. Inga underarter finns listade i Catalogue of Life.